# مدخل إلى النسبية العامة

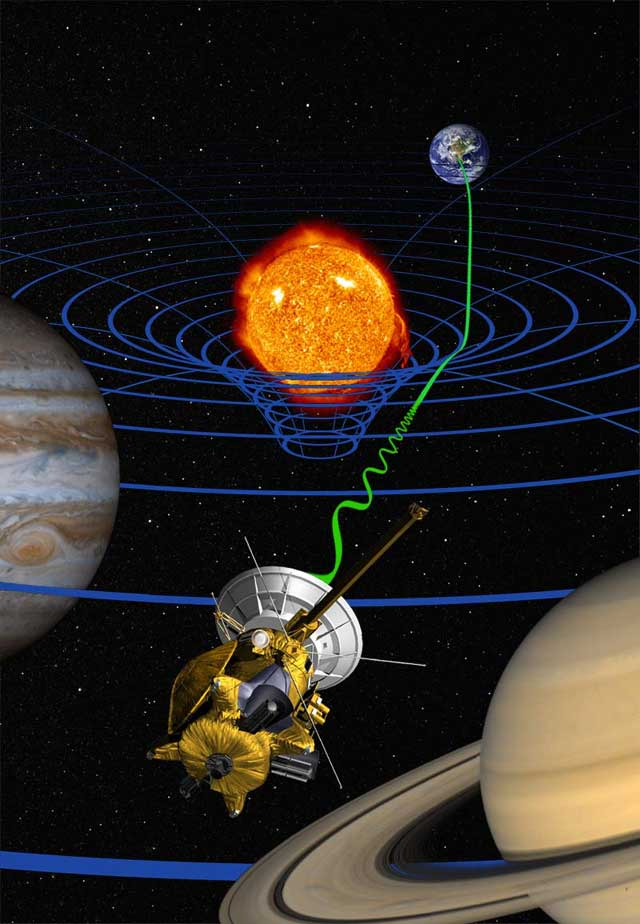
إختبار عالي الدقة للنسبية العامة بواسطة مسبار الفضاء كاسيني (تصور فني) يظهر تأخير إشارات الراديو المرسلة بين الأرض والمسبار (الموجة الخضراء) بانحناء الزمكان (الخطوط الزرقاء) بسبب كتلة الشمس.

النسبية العامة (بالإنجليزية: General relativity)، هي نظرية للجاذبية وضعها ألبرت أينشتاين بين عامي 1907 و1915. تنص نظرية النسبية العامة على أن التأثير الملحوظ للجاذبية بين الكتل ناتج عن انحناء الزمكان بفعل هذه الكتل.
حتى أوائل القرن العشرين، ظل قانون الجذب العام لنيوتن مقبولًا لمدة تخطت مئتي عام باعتباره وصفًا صحيحًا لقوة الجاذبية بين الكتل. وفي نموذج نيوتن، تنتج الجاذبية عن قوة جذب بين الأجسام الضخمة. وبالرغم من انزعاج نيوتن نفسه بسبب الطبيعة المجهولة لهذه القوة، ظل الإطار العام لهذه النظرية ناجحًا بشكل كبير في وصف الحركة.
تُبين التجارب والملاحظات أن وصف أينشتاين للجاذبية يفسر العديد من التأثيرات التي لم يتمكن قانون نيوتن من تفسيرها، مثل حالات الشذوذ الطفيف في مدارات عطارد والكواكب الأخرى. تتنبأ النسبية العامة أيضًا بآثار جديدة للجاذبية، مثل الموجات الثقالية، وعدسة الجاذبية، وأثر الجاذبية على الزمن المعروف بتمدد الزمن الثقالي. أُكدت صحة العديد من هذه التنبؤات بالتجربة أو بالرصد، وكان أحدثها الأمواج الثقالية.
تطورت النسبية العامة لتكون أداةً رئيسيةً في علم الفيزياء الفلكية الحديث. فهي توفر الأساس الذي يقوم عليه الفهم الحالي للثقوب السوداء، والمناطق من الفضاء حيث ترتفع فيها قوة الآثار الثقالية لدرجة تحول دون إفلات الضوء. ويُعتقد أن جاذبية هذه المناطق الشديدة مسؤولةً عن الإشعاع الشديد الصادر من بعض الأنواع المعينة من الأجرام الفلكية، مثل الأنوية المجرية أو النجوم الزائفة الدقيقة. تعتبر النسبية العامة أيضًا جزءًا من الإطار القياسي لنموذج الانفجار العظيم بعلم الكونيات.
ورغم أن نظرية النسبية العامة ليست النظرية النسبية الوحيدة للجاذبية، فإنها أبسط نظرية نسبية تتوافق مع البيانات التجريبية. ومع ذلك، يظل هناك عدد من الأسئلة القائمة، أهمها كيفية التوفيق بين النسبية العامة وقوانين فيزياء الكم لإنتاج نظرية كاملة متسقة ذاتيًا للجاذبية الكمية.

## من النسبية الخاصة إلى النسبية العامة
في سبتمبر 1905، نشر ألبرت أينشتاين نظريته النسبية الخاصة، والتي توفق بين قوانين نيوتن للحركة والديناميكا الكهربائية (التفاعل بين الأجسام المشحونة كهربيًا). قدمت النسبية الخاصة إطارًا جديدًا للفيزياء باقتراحها لمفاهيم جديدة للزمن والمكان. كان هناك عدم توافق بين هذا الإطار الجديد وبعض النظريات الفيزيائية المقبولة آنذاك؛ وكانت نظرية نيوتن للجاذبية أحد أهم الأمثلة على هذه النظريات، والتي تصف التجاذب المتبادل بين الأجسام بفعل كتلتها.
بحث العديد من الفيزيائيين، مثل أينشتاين، عن نظرية يمكن استخدامها في التوفيق بين قانون الجاذبية لنيوتن والنسبية الخاصة. وكانت نظرية أينشتاين النظرية الوحيدة التي أثبتت أنها متوافقة مع التجارب والملاحظات. ولفهم الأفكار الرئيسية للنظرية، من المفيد اتباع طريقة تفكير أينشتاين بين 1907 و1915، بدءًا من تجربته الفكرية البسيطة التي تدور حول السقوط الحر لمراقب حتى نظريته الهندسية الكاملة للجاذبية.

### مبدأ التكافؤ
يمر الشخص الموجود في مصعد يسقط سقوطًا حرًا بحالة من انعدام الوزن؛ إذ تظل الأجسام داخله طافيةً بلا حركة، أو تنجرف بسرعة ثابتة. ونظرًا لسقوط الأجسام داخل المصعد معًا، لا يمكن ملاحظة أي آثار للجاذبية. وعلى هذا النحو، يصعب تمييز الحالة التي يمر بها المراقب الذي يسقط سقوطًا حرًا عن المراقبين الموجودين في الفضاء العميق، بعيدًا عن أي مصدر كبير للجاذبية. وصف أينشتاين هؤلاء المراقبون المميزون، «القصوريون»، في نظريته النسبية الخاصة: وهم المراقبون الذي يتحرك الضوء بالنسبة لهم في خطوط مستقيمة بسرعة ثابتة.
افترض أينشتاين أن الحالات المشابهة التي يمر بها المراقبون منعدمو الوزن والقصوريون في النسبية الخاصة مثلت خاصيةً أساسيةً للجاذبية، وجعل هذه الخاصية أساسًا لنظريته النسبية العامة، وصاغها في مبدأ التكافؤ الخاص به. وبشكل عام، ينص المبدأ أن الشخص الموجود في مصعد يسقط سقوطًا حرًا لن يتمكن من تحديد إذا كان في حالة سقوط حر. وأعطت جميع التجارب في هذه الحالة من السقوط الحر نفس نتائج التجارب على المراقبين الساكنين، أو الذين يتحركون حركةً منتظمةً، في الفضاء العميق بعيدًا عن أي من مصادر الجاذبية.

### الجاذبية والتسارع
تتلاشى أغلب آثار الجاذبية في حالة السقوط الحر، ولكن يمكن إصدار آثار مشابهة للجاذبية من خلال إطار مرجعي متسارع. لن يتمكن المراقب الموجود في غرفة مغلقة من تحديد أي مما يلي صحيحًا:
- تسقط الأجسام إلى أرضية الغرفة بسبب استقرار الغرفة على سطح الأرض، وبالتالي تنجذب الأجسام إلى الأسفل بفعل الجاذبية الأرضية.
- تسقط الأجسام إلى أرضية الغرفة بسبب وجود الغرفة على متن صاروخ في الفضاء بعيدًا عن أي من مصادر الجاذبية، ويتسارع بمعدل 9.8 متر لكل ثانية مربعة، وهي عجلة الجاذبية المعيارية على الأرض. تنجذب الأجسام إلى أرضية الغرفة بفعل نفس «القوة القصورية» التي تدفع سائق السيارة المتسارعة إلى الخلف نحو مقعده.

وبالعكس، يمكن أيضًا ملاحظة أي أثر مرصود في إطار مرجعي متسارع في حقل جاذبية مساوٍ له في القوة. سمح هذا المبدأ لأينشتاين بالتنبؤ بالعديد من الآثار الجديدة للجاذبية عام 1907، كما سنستعرض في القسم التالي.  

كرة تسقط على أرضية الغرفة في صاروخ متسارع (يسار)، وكرة تسقط على سطح الأرض (يمين). التأثير متطابق في الحالتين.

يجب على المراقب الموجود في إطار مرجعي متسارع إدخال ما يسميه عليه الفيزيائيون بالقوى الوهمية لتفسير سبب التسارع الذي يؤثر على المراقب والأجسام من حوله. يعتبر مثال السائق الذي يندفع إلى الخلف نحو مقعده أحد الأمثلة على هذه القوة؛ وتعتبر القوة التي نشعر بها دافعةً أذرعنا إلى الخارج والأعلى، في أثناء الدوران حول أنفسنا مثل لعبة البلبل، أحد الأمثلة الأخرى لهذه القوة. كانت الرؤية الرئيسية لأينشتاين أن الجاذبية المستمرة والمعروفة لحقل جاذبية كوكب الأرض هي في الأساس نفس هذه القوى الوهمية. ويتناسب المقدار الظاهر لهذه القوى الوهمية دائمًا مع كتلة أي جسم تؤثر عليه، وعلى سبيل المثال، يبذل المقعد قوةً كافيةً لتسريع السائق بنفس معدل تسارع السيارة. وقياسًا على ذلك، رأى أينشتاين أن أي جسم موجود في أي حقل جاذبية يجب أن يتأثر بقوة جاذبية تتناسب مع كتلته، تمامًا كما يصف قانون الجذب العام لنيوتن.

### النتائج الفيزيائية

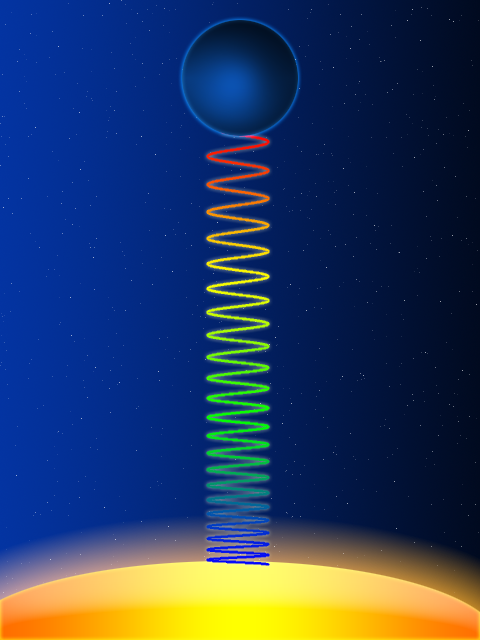
الانزياح الأحمر الجذبوي لموجة ضوئية مع حركتها للأعلى ضد مجال الجاذبية (الناتج عن النجم الأصفر بالأسفل).

في عام 1907، كان أينشتاين لا يزال على مسافة 8 سنوات من إكمال نظريته النسبية العامة. ومع ذلك، تمكن من وضع عدد من التنبؤات الجديدة القابلة للاختبار، والتي كانت قائمةً على النقطة التي بدأ منها في تطوير نظريته الجديدة؛ مبدأ التكافؤ.
كان الانزياح الأحمر الجذبوي للضوء أول الآثار الجديدة. نفترض وجود مراقبين على متن مركبة صاروخية متسارعة. وعلى هذه المركبة، سيكون هناك مفهومًا طبيعيًا «للأعلى» و«الأسفل»؛ إذ سيكون اتجاه تسارع المركبة إلى «الأعلى»، وستتسارع الأجسام غير المثبتة على متن المركبة في الاتجاه المعاكس، لتسقط إلى «الأسفل». ومع افتراض أحد المراقبين في مستوى «أعلى» من الآخر، ومع إرسال المراقب الأدنى إشارة ضوئية إلى المراقب الأعلى، سيُسبب تسارع المركبة انزياحًا أحمر في هذا الضوء، وطبقًا لما يمكن حسابه من النسبية الخاصة؛ سيتمكن المراقب الثاني من حساب تردد أقل لهذا الضوء مقارنةً بتردد الضوء عند المراقب الأول. وبالعكس، سيكون الضوء المرسل من المراقب الأعلى إلى المراقب الأسفل مُزاحًا نحو الطيف الأزرق، أي أنه مُزاح نحو الترددات العالية. رأى أينشتاين أن هذه الانزياحات في الترددات يجب أن تُرصد أيضًا في أي مجال جاذبية. ويظهر هذا في الشكل الموضح على اليمين، والذي يعرض موجةً ضوئيةً تُزاح إلى الطيف الأحمر تدريجيًا مع حركتها إلى الأعلى ضد تسارع الجاذبية. أُكدت صحة هذا التأثير تجريبيًا.
يتشابه هذا الانزياح الجذبوي في التردد مع تمدد الزمن الثقالي؛ فإذا كان المراقب «الأعلى» يرى نفس الموجة الضوئية بتردد أقل مقارنةً بالمراقب «الأدنى»، يجب على الزمن أيضًا أن يمر بشكل أسرع عند المراقب الأعلى. وبالتالي، فإن الوقت يمر بشكل أبطأ بالنسبة للمراقبين عند الارتفاعات المنخفضة في أي مجال جاذبية.
ومن المهم التأكيد على عدم وجود أي تغيرات مرصودة، بالنسبة لكل مراقب منهما، في سير زمن الأحداث أو العمليات الواقعة في إطارهما الزمني. وبالتالي، ستكون البيضة المسلوقة لمدة 5 دقائق، حسب ساعة كل مراقب، لها نفس القوام في كلتا الحالتين؛ كما أن مرور سنة واحدة حسب ساعة كل مراقب منهما سيؤدي إلى تقدمهما في العمر بنفس المقدار؛ وباختصار، ستكون كل ساعة من الساعتين على توافق تام مع العمليات التي تحدث حولها بشكل مباشر. ويمكن ملاحظة الاختلاف فقط عند مقارنة مرور الوقت على ساعة كل مراقب مع المراقب الآخر؛ إذ سيتضح أن الزمن كان يمر بشكل أبطأ عند المراقب الأدنى بالنسبة للمراقب الأعلى. ويعتبر هذا التأثير ضئيلًا للغاية، ولكنه أُثبت أيضًا تجريبيًا في العديد من التجارب، كما هو موضح أدناه.
وعلى نفس النحو، تنبأ أينشتاين بالانحراف الثقالي للضوء؛ أي أن الضوء ينحرف نحو الأسفل عند مروره بحقل جاذبية. وبشكل كمي، كانت نتائجه غير دقيقة؛ إذ كان الاستنتاج الصحيح يتطلب صيغةً أكثر تكاملًا باستخدام نظرية النسبية العامة، وليس من مبدأ التكافؤ فحسب.

### التأثيرات المدية
لا يمكن تشكيل نظرية كاملة للجاذبية من التكافؤ بين التأثيرات الثقالية والقصورية. سنتمكن من تقديم تفسير مناسب عند تفسير الجاذبية حول موقعنا من سطح الأرض، مع الإشارة إلى أن إطارنا المرجعي ليس في حالة سقوط حر، إذ يمكن توقع القوى الوهمية. ولكن لا يمكن للإطار المرجعي في حالة السقوط الحر عند أحد جانبي الأرض تقديم تفسير سبب تأثر الناس عند الجانب المقابل من الأرض بقوة جاذبية في الاتجاه المعاكس.
يمكن ملاحظة أحد المظاهر الأساسية الأخرى لنفس التأثير عند سقوط جسمين جنبًا إلى جنب نحو سطح الأرض. ففي إطار السقوط الحر المرجعي لهذين الجسمين، يبدو الجسمان وكأنهما يحومان بلا وزن، ولكن ليس هذا ما يحدث بالضبط. لا يسقط هذان الجسمان في نفس الاتجاه بشكل دقيق، بل يسقطان نحو نقطة مكانية واحدة تُعرف بمركز جاذبية الأرض. وبالتالي، توجد مُركبة لحركة كل جسم في اتجاه الآخر (انظر الشكل). وفي البيئات الصغيرة مثل المصعد الذي يسقط سقوطًا حرًا، سيكون هذا التسارع النسبي ضئيلًا للغاية، ولكن سيكون هذا التأثير كبيرًا بين القافزين بالمظلات عند جانبين متقابلين من الأرض. وتعتبر هذه الفروقات في القوة أيضًا مسؤولةً عن المد والجزر في محيطات الأرض، ولهذا يستخدم مصطلح «التأثير المدي» لوصف هذه الظاهرة.
لا يمكن تفسير التأثيرات المدية عبر التكافؤ بين القصور الذاتي والجاذبية، إذ إنه لن يتمكن من تفسير الاختلافات في مجال الجاذبية. ولهذا، نحتاج إلى نظرية تصف الطريقة التي تؤثر بها المادة (مثل الكتلة الكبيرة للأرض) على البيئة القصورية من حولها.

### من التسارع إلى الهندسة
خلال استكشافه للتكافؤ بين الجاذبية والتسارع بالإضافة إلى دور القوى المدية، اكتشف أينشتاين عدة تشابهات مع هندسة الأسطح. وعلى سبيل المثال، الانتقال من الإطار المرجعي القصوري (الذي تسقط فيه الجسيمات الحرة عبر خطوط مستقيمة بسرعات ثابتة) إلى الإطار المرجعي الدوار (والذي يتطلب إدخال مفاهيم أخرى مناظرة للقوى الوهمية لتفسير حركة الجسيمات فيه)؛ وتتشابه هذه الحالة مع الانتقال من النظام الإحداثي الديكارتي (الذي تكون خطوطه الإحداثية مستقيمةً) إلى نظام الإحداثيات المنحنية (والذي تكون خطوطه الإحداثية غير مستقيمة).
هناك تشابه أعمق يربط بين القوى المدية وإحدى خواص الأسطح المعروفة بالانحناء. بالنسبة لمجالات الجاذبية، وعند اختيار إطار مرجعي في حالة سقوط حر، يمكن لغياب أو وجود القوى المدية تحديد ما إذا كان تأثير الجاذبية يمكن إزالته. وعلى نحو مشابه، يمكن لغياب أو وجود الانحناء تحديد ما إذا كان السطح مكافئًا لسطح مستوٍ. وفي صيف 1912، ألهمت هذه التشابهات أينشتاين حتى بحث عن صيغة هندسية للجاذبية.
عادةً ما كانت العناصر الأساسية للهندسة؛ النقاط، والخطوط، والمثلثات، تُعرَّف في مكان ثلاثي الأبعاد أو على أسطح ثنائية الأبعاد. وفي عام 1907، قدم هيرمان مينكوفسكي، أستاذ الرياضيات السابق لأينشتاين بالمعهد السويسري الفيدرالي للتكنولوجيا، ما يُعرف بفضاء مينكوفسكي، وهي صيغة هندسية لنظرية النسبية الخاصة لأينشتاين، والتي لم تتضمن المكان فحسب؛ بل تضمنت الزمن أيضًا. كانت الكينونة الأساسية لهذه الهندسة الجديدة زمكانًا رباعي الأبعاد. وبالتالي، فإن مدارات الأجرام المتحركة منحنيات في الزمكان؛ ومدارات الأجرام التي تتحرك بسرعات ثابتة دون تغيير اتجاهها تمثل خطوطًا مستقيمةً.
طُورت هندسة الأسطح المنحنية العامة في أوائل القرن التاسع عشر بواسطة كارل فريدريش غاوس. وعُممت هذه الهندسة بدورها على الأفضية ذات الأبعاد الأعلى في الهندسة الريمانية التي وضعها برنارد ريمان خلال خمسينيات القرن التاسع عشر. وبمساعدة الهندسة الريمانية، صاغ أينشتاين وصفًا هندسيًا للجاذبية، واستبدل في هذا الوصف زمكان مينكوفسكي بزمكان آخر منحنٍ ومشوه، تمامًا مثل اعتبار الأسطح المنحنية تعميمًا للأسطح المستوية العادية. تستخدم المخططات التضمينية لرسم الزمكان المنحني في السياقات التعليمية.
وبعدما أدرك صحة صيغته الهندسية، استغرق أينشتاين ثلاث سنوات أخرى حتى يجد حجر الأساس المفقود لنظريته؛ وهي المعادلات التي تصف كيف تؤثر المادة على انحناء الزمكان. وبعد صياغته لما يُعرف الآن بمعادلات أينشتاين، أو بتعبير أدق؛ معادلات أينشتاين للمجال، قدم أينشتاين نظريته الجديدة للجاذبية في عدة جلسات علمية بالأكاديمية البروسية للعلوم في أواخر 1915، لينتهي منها في عرضه الأخير لنظريته يوم 25 نوفمبر 1915.

## الهندسة والجاذبية
اقتباسًا من جون ويلر، يمكن تلخيص نظرية أينشتاين الهندسية للجاذبية كما يلي: يحكم الزمكان كيفية حركة المادة؛ بينما تحكم المادة كيفية انحناء الزمكان. سنتناول ما يعنيه هذا التلخيص في الأقسام الثلاثة التالية، التي تستكشف حركة الجسيمات المعروفة بجسيمات الاختبار، وتبحث حول أي من خواص المادة يمكن اعتبارها مصدرًا للجاذبية، وأخيرًا معادلات أينشتاين التي تربط بين هذه الخواص للمادة مع انحناء الزمكان.  

### فحص مجال الجاذبية

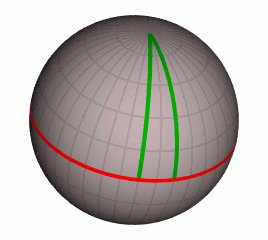
الخطوط الجيوديسية المتقاربة: خطان من خطوط الطول (أخضر) يتوازيان في البداية عند خط الاستواء (أحمر)، ولكنهما يتقاربان حتى يلتقيا عند القطب.

لتخطيط التأثير الثقالي لأحد الأجسام، من المفيد التفكير فيما يُطلق عليه الفيزيائيون جسيمات الاختبار أو الفحص؛ وهي الجسيمات التي تتأثر بالجاذبية ولكنها صغيرة وخفيفة للغاية لدرجة تسمح لنا بإهمال تأثيرها الثقالي الخاص. وفي غياب الجاذبية والقوى الخارجية الأخرى، تتحرك جسيمات الاختبار في خطوط مستقيمة بسرعة ثابتة. وفي لغة الزمكان، يمكن القول بأن هذه الجسيمات تتحرك على طول خطوط العالم المستقيمة في الزمكان. أما في وجود الجاذبية، سيكون الزمكان غير إقليدي، أي منحنيًا، وفي الزمكان المنحني لن تكون خطوط العالم المستقيمة موجودةً. وبدلًا من ذلك، ستتحرك جسيمات الاختبار على طول خطوط تعرف بخطوط الجيوديسي، وهي خطوط «مستقيمة قدر الإمكان»، أي أنها ستتبع أقصر طريق ممكن بين نقطة البداية ونقطة النهاية، مع أخذ الانحناء في الاعتبار.
ويوجد تشابه بسيط: في علم الجيوديسيا، وهو علم قياس مساحة وشكل الأرض، يعتبر الخط الجيوديسي أقصر طريق بين نقطتين على سطح الأرض. وتقريبًا، سيكون هذا الطريق قطاعًا من دائرة كبيرة، مثل خط الطول أو خط الاستواء. وهذه المسارات ليست مستقيمةً بالتأكيد، ببساطة لأنها مجبرة على اتباع انحناء سطح الأرض. ومع ذلك، فهي مستقيمة قدر الإمكان مع خضوعها لهذا الانحناء.
تختلف خواص الخطوط الجيوديسية عن خواص الخطوط المستقيمة. وعلى سبيل المثال، على السطح المستوي، لن تلتقي الخطوط المتوازية أبدًا، ولكن لن يكون هذا صحيحًا بالنسبة للخطوط الجيوديسية؛ فعلى سبيل المثال، تتوازى خطوط الطول عند منطقة الاستواء، ولكنها تتقاطع عند القطبين. وبشكل مماثل، تعتبر خطوط العالم لجسيمات الاختبار في حالة السقوط الحر خطوطًا جيوديسيةً بالزمكان، وهي أكثر الخطوط استقامةً في الزمكان. ولكن ما زالت هناك اختلافات كبيرة بين الخطوط الجيوديسية والخطوط المستقيمة حقًا التي يمكن تتبعها في الزمكان الخالي من الجاذبية بالنسبية الخاصة. ففي النسبية الخاصة، تظل خطوط الجيوديسي المتوازية متوازيةً. أما في مجال الجاذبية مع تأثيراته المدية، لن يكون ذلك صحيحًا بشكل عام. وعلى سبيل المثال، إذا كان هناك جسمان ساكنان في البداية بالنسبة لبعضهما البعض، ثم أُسقطا في مجال جاذبية الأرض، سيتحرك الجسمان باتجاه بعضهما البعض مع سقوطهما نحو مركز الأرض.
تعتبر الاجسام التي نراها في حياتنا اليومية (الناس، والسيارات، والمنازل، وحتى الجبال) ذات كتلة ضئيلة مقارنةً بالأجرام الفلكية. وعندما يتعلق الأمر بهذه الأجسام، ستكون القوانين التي تحكم سلوك جسيمات الاختبار كافيةً لوصف ما يحدث. وبشكل ملحوظ، يجب التأثير على جسيمات الاختبار بقوة خارجية حتى تنحرف عن مسارها الجيوديسي. يبذل الكرسي الذي يجلس عليه أي شخص قوةً خارجيةً عليه للأعلى، لتمنعه من السقوط الحر نحو مركز جاذبية الأرض، وبالتالي، ستحول هذه القوة دون اتباعه لخط جيوديسي، وهو ما كان سيحدث لولا وجود مادة بين هذا الشخص ومركز جاذبية الأرض. وبهذه الطريقة، تفسر النسبية العامة الجاذبية التي نتأثر بها بشكل يومي على سطح الأرض؛ ليس بأنها قوة جاذبة تسحبنا إلى الأسفل، ولكن بأنها قوى خارجية تدفعنا إلى الأعلى. تدفع هذه القوى جميع الأجسام الساكنة على سطح الأرض عن مساراتها الجيوديسية التي كانت ستتبعها لولا وجود هذه القوى. أما بالنسبة لمادة الأجرام ذات التأثير الثقالي الكبير الذي لا يمكن إهماله، تعتبر قوانين الحركة أكثر تعقيدًا نوعًا ما مقارنةً بجسيمات الاختبار، ولكن يظل مبدأ أن الزمكان يحكم كيفية حركة المادة صحيحًا.

### معادلات أينشتاين

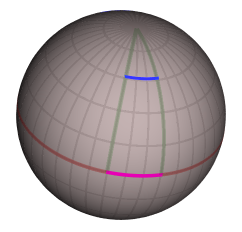
مسافتا الاختلاف في خطوط الطول بمقدار 30 درجةً عند خطي عرض مختلفين.

## التجارب

مدار نيوتن (بالأحمر)، ومدار أينشتاين (بالأزرق) لكوكب واحد يدور حول نجم كروي.

## التطبيقات الفيزيائية الفلكية

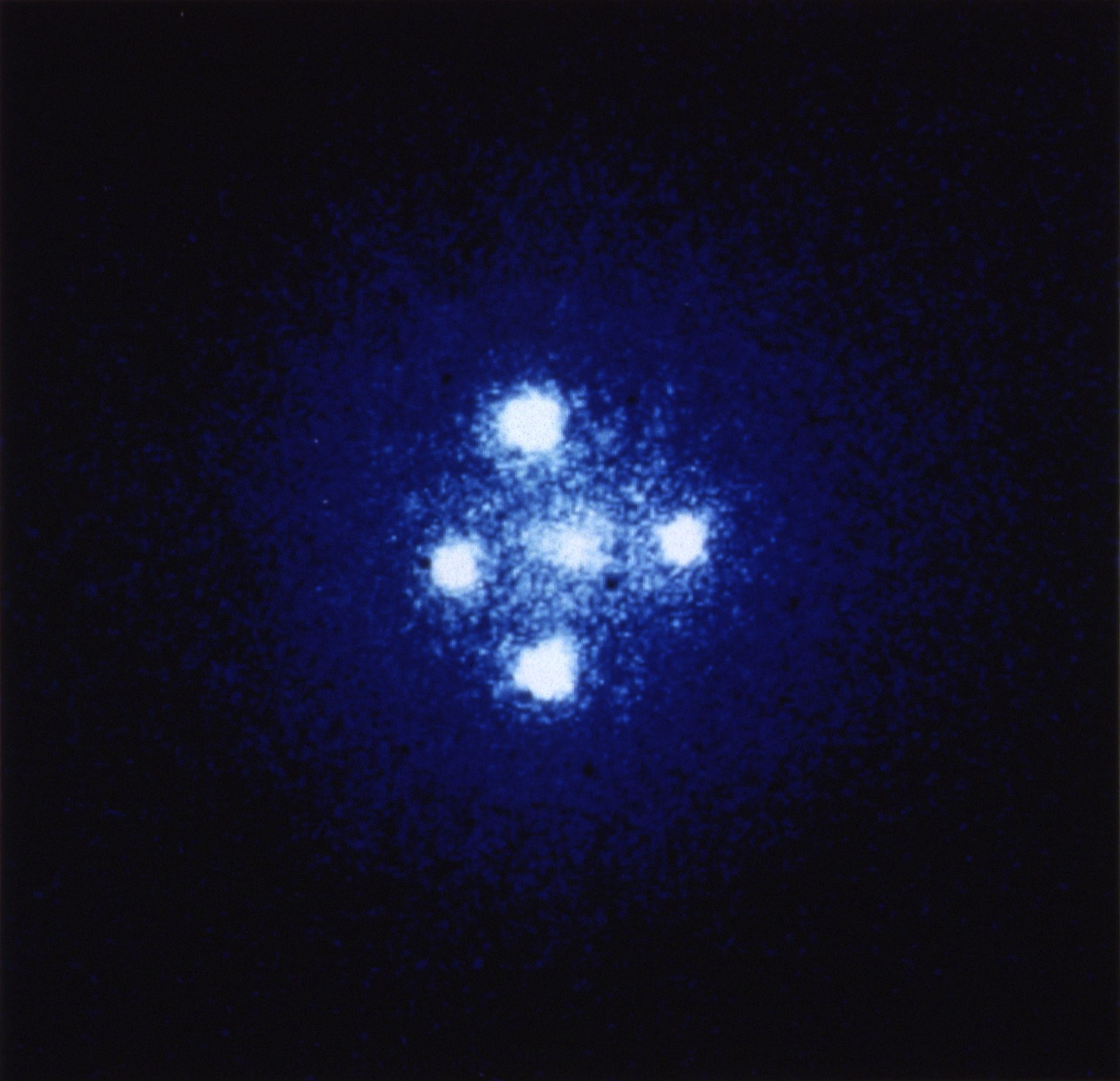
تقاطع أينشتاين: أربع صور لنفس النجم الزائف البعيد (وذلك بفعل عدسة الجاذبية الناتجة عن المجرة الأقرب لنا، والظاهرة في المقدمة، وهي مجرة عدسة هاكرا).

### الثقوب السوداء

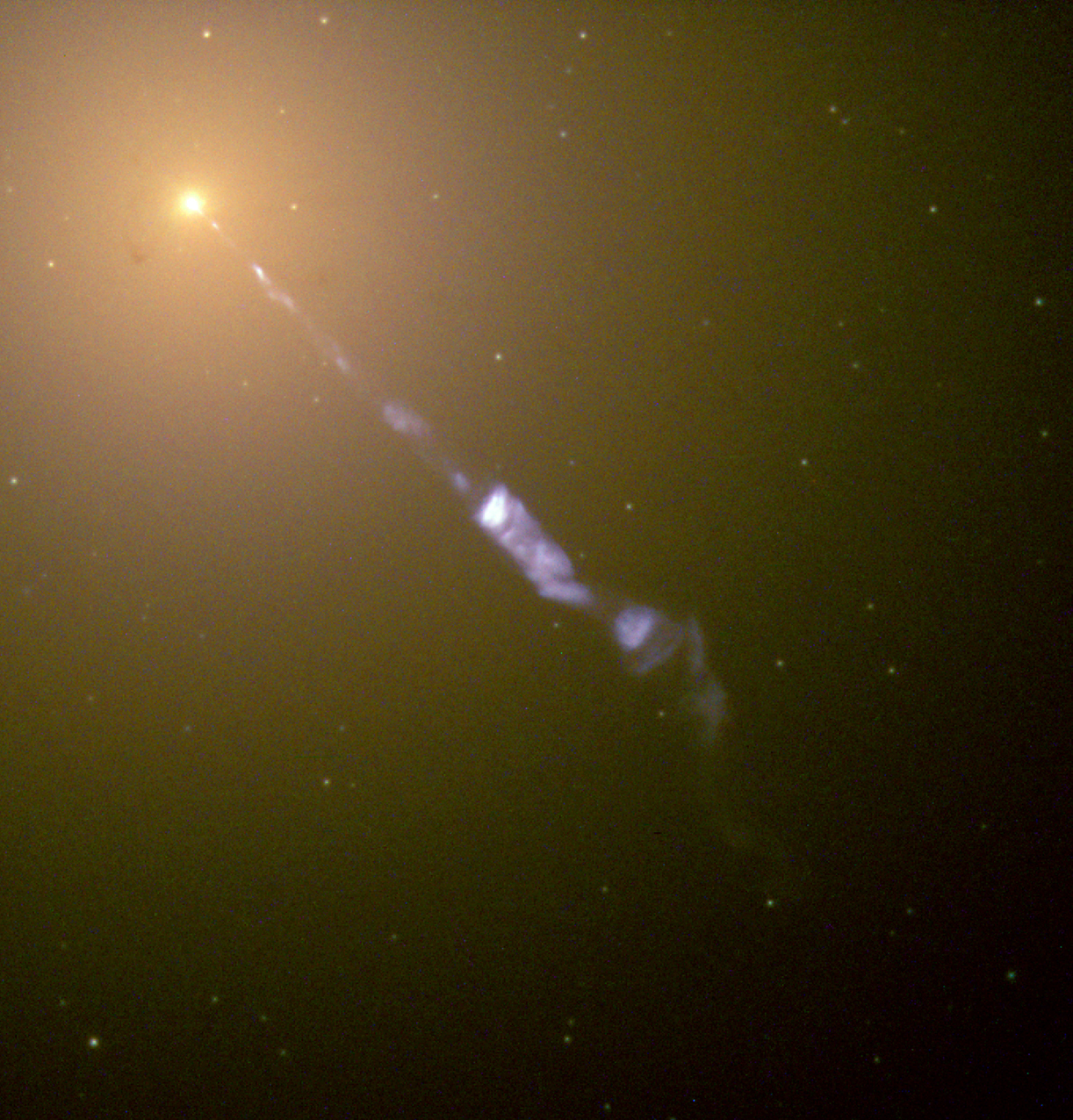
تدفق مادي ناتج عن ثقب أسود ينبثق من المنطقة المركزية لمجرة مسييه 87.

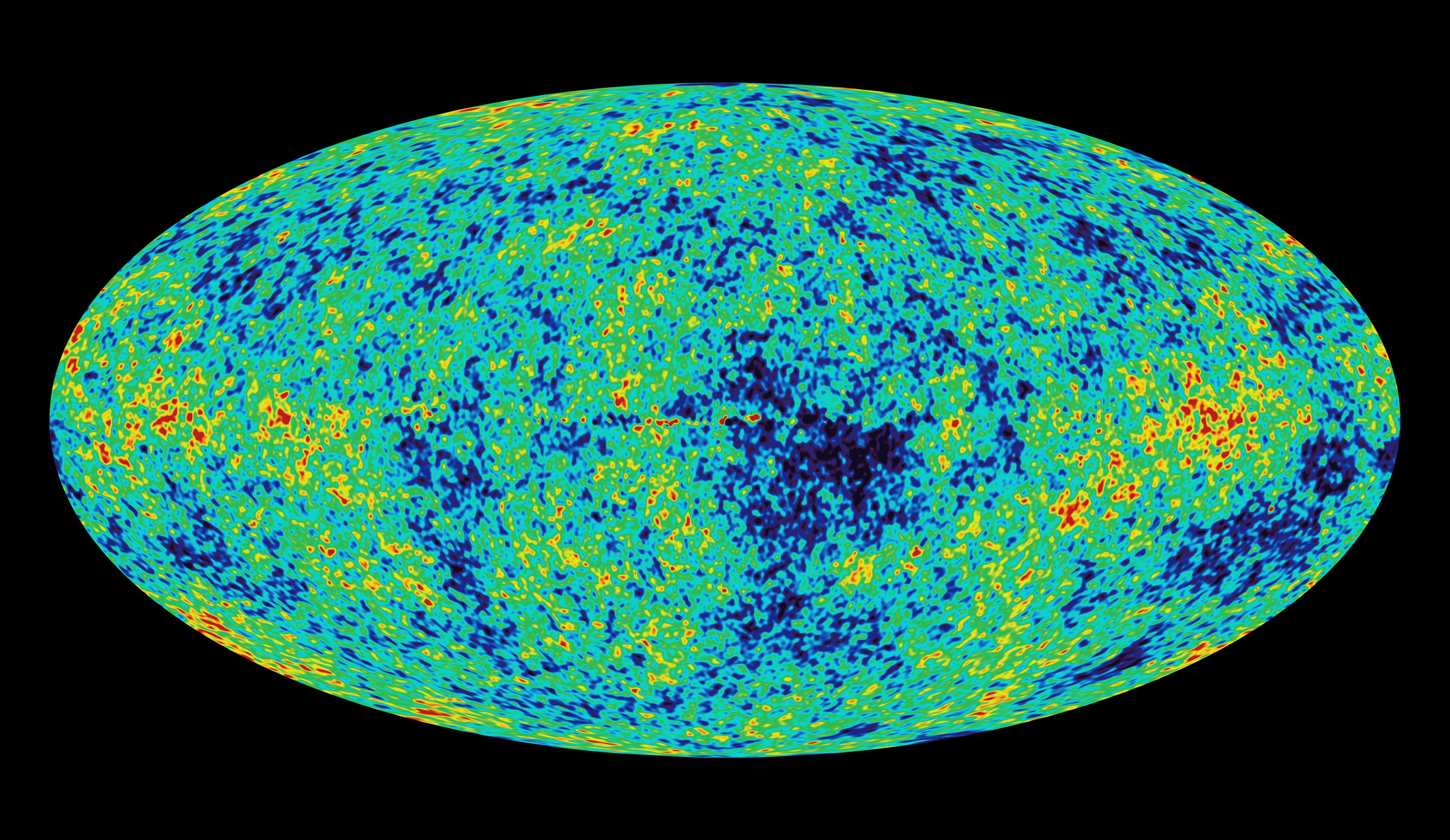
صورة مكونة باستخدام البيانات التي قدمها مرصد مسبار ويلكينسون لقياس التباين الميكروي (WMAP) للإشعاع المنبعث بعد فترة لا تتجاوز بضع مئات الآلاف من السنين بعد الانفجار العظيم.